# عبد الله بو هاجوس
عبد الله بو هاجوس ممثل إماراتي من مواليد عام 1978 بدأ مسيرته الفنية من خلال المسرح الإماراتي.

## عن حياته
بدأ حياته كلاعب كرة قدم في نادي الوحدة، ثم في بني ياس، وكان كثير المرح و«المقالب»، وكان الشباب يدعونه بفاكهة الجلسة، وكانوا يقولون إنه إذا دخل مجال التمثيل سيكون فنانا كوميديا كبيرا.. وبعدما ترك كرة القدم اتجه إلى سوق العرصة في الشارقة ووجد إعلانا يفيد بوجود ورشة للكتابة المسرحية فسجل اسمه وبعدها حضر الورشة وتعرف على مجموعة من الشباب والفنانين، ومنهم الفنانة نيفين ماضي والفنانة أشجان، والتي ساعدته كثيرا وقالت إنه يمتلك موهبة كبيرة وسيكون نجما، ومن ثم عرفته بالفنان والمخرج عبد الله صالح وبعدها أكمل طريقه في عالم التمثيل.

## الأعمال التي شارك فيها

### المسلسلات التلفزيونية
- يمعة أهل
- كفارس وخيال
- سوق الحريم
- زمن الطيبين
- تحالف الصبار
- حربش بربش
- أضحى في أبوظبي[3]

### البرامج
- الكاميرا الخفية[4]